# Daniel Vargas
Daniel de Jesús Vargas Sánchez (né le 6 mars 1984 à León) est un athlète mexicain, spécialiste du marathon.
Après avoir obtenu son record personnel en 2 h 13 min 6 s à Torreón le 4 mars 2012, il participe au marathon des Jeux olympiques de 2012 et de 2016. Il remporte la médaille d’argent lors des Jeux d’Amérique centrale et des Caraïbes de 2018, après une médaille de bronze lors de ceux de 2014.